# 1941 في النرويج
فيما يلي قوائم الأحداث التي وقعت خلال عام 1941 في النرويج.

## سياسة

### تعيين في المنصب
- 28 نوفمبر – باول إرنست ويلهلم هارتمان Minister of Finance of Norway ‏.

### انتهاء فترة المنصب
- 1 يناير – بيدير هولت عمدة فاردو  [لغات أخرى]‏.
- 1 يناير – فالنتين فوس المدعي العام للنرويج ‏.
- 18 فبراير – كريستيان لودفيغ جنسن Mayor of Aker ‏.

## مواليد

### يناير
- 16 يناير – نيلز هيرتزبيرغ مدرب رياضي نرويجي.

### أبريل
- 8 أبريل – يان كريستيانسن لاعب ومدرب كرة قدم نرويجي.

### يونيو
- 5 يونيو – غيرموند إغن متزحلق نرويجي.

### يوليو
- 23 يوليو – جان يونسن سياسي نرويجي.

### سبتمبر
- 17 سبتمبر – نيلس آرنه إغن لاعب ومدرب كرة قدم نرويجي.

### نوفمبر
- 7 نوفمبر – إيلدار هانسن لاعب كرة قدم نرويجي.
- 9 نوفمبر – هارالد بيرغ لاعب ومدرب كرة قدم نرويجي.

### ديسمبر
- 14 ديسمبر – بير يانسن ممثل نرويجي.

## وفيات

### يناير
- 27 يناير – إيفر هولتر (مواليد 1850) ملحن نرويجي.

### أبريل
- 8 أبريل – كارل فريدريك غريفين دوز (مواليد 1861) سياسي نرويجي.

### مايو
- 28 مايو – جون براين (مواليد 1855) مهندس نرويجي.

### أغسطس
- 1 أغسطس – فالديمار أجير (مواليد 1869)